# Chakaure-seneb
Chakaure-seneb (von Bubastis) war ein altägyptischer Beamter des 19. Jahrhunderts v. Chr. (12. Dynastie, Zeit Sesostris’ III. – Amenemhets III. / Mittleres Reich). Er war der Sohn einer Dame namens Mut, Bürgermeister und Priestervorsteher der Göttin Bastet von Bubastis im östlichen Nildelta. Weitere Angehörige seiner Familie sind bisher unbekannt.
Chakaure-seneb ist als Besitzer einer gut erhaltenen Hockfigur hoher Qualität aus Quarzit bekannt, die 1961 zusammen mit zwei Privatstatuen aus Kalkstein, einer würfelähnlichen Statue (Würfelhocker) und einer Sitzfigur, jeweils ohne Inschrift, von Shafik Farid im Palast des Mittleren Reiches von Bubastis gefunden wurde. Möglicherweise dienten alle drei Statuen dem Totenkult der Bürgermeister von Bubastis, worauf auch die von Ahmed el-Sawi im Palast gefundenen Opfertafeln und die nahe gelegene Nekropole der Bürgermeister hinzuweisen scheinen. Die Statue des Chakaure-seneb war bis 2006 im Sharqeya National Museum ausgestellt und befindet sich derzeit im Museumsmagazin.